# Kostümbildner
Der Kostümbildner erarbeitet zusammen mit dem Bühnen- oder Szenenbildner und dem Regisseur die Kostüme zu einer Theater- oder Filmproduktion.
Kostümbild kann an einigen Kunsthochschulen studiert werden. Manchmal werden Kostüme und Bühnenbild von einer Person entworfen, was dann mit „Ausstattung“ (Bühne und Kostüme) benannt wird.
Der deutsche Berufsverband ist der Bund der Szenografen.

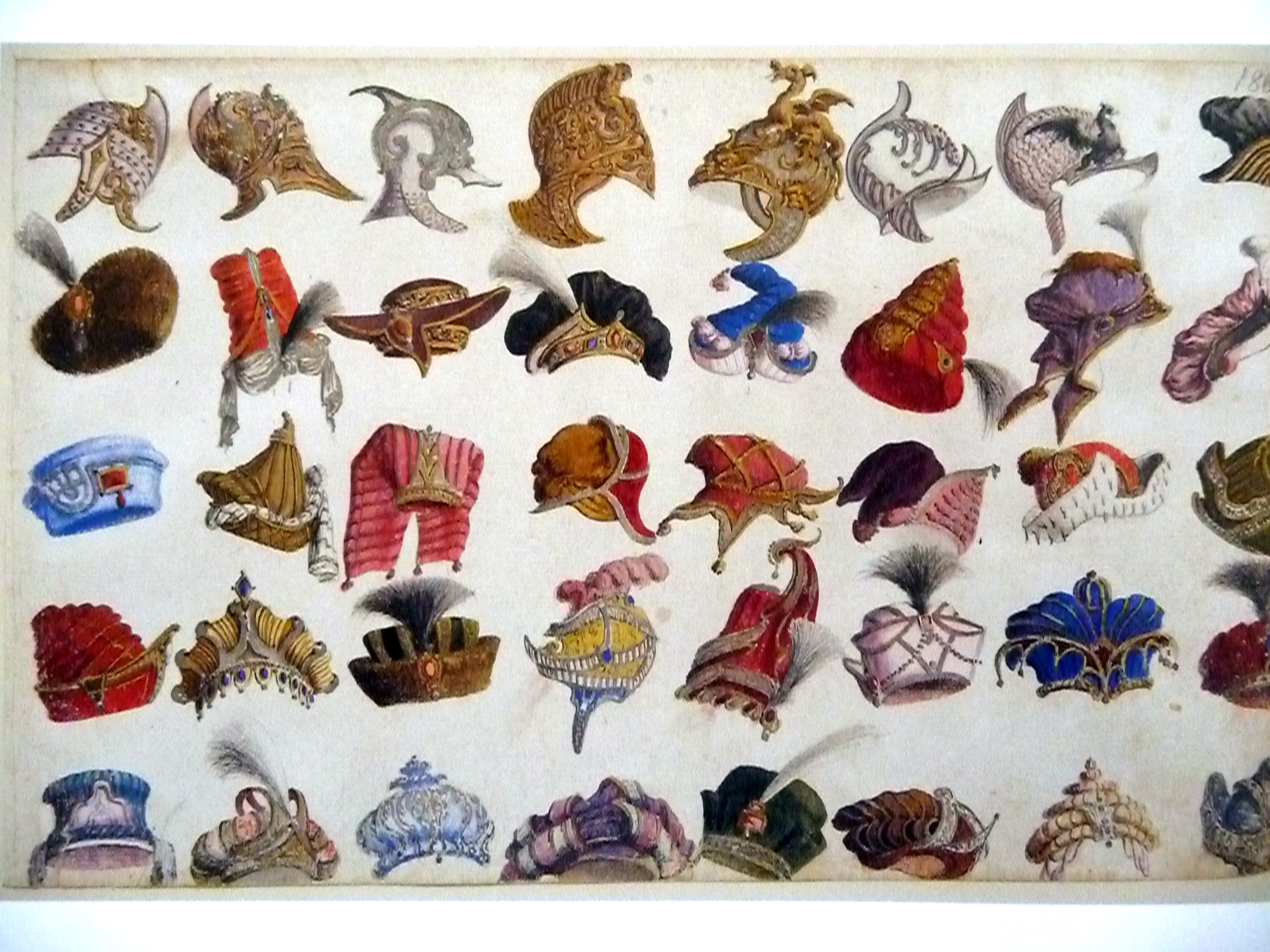
Lodovico Ottavio Burnacini, Entwürfe für Kopfbedeckungen aus der Serie der "Maschere", spätes 17. Jh. Wien, Theatermuseum.

## Kostümbildner am Theater

### Entwurf
Der Kostümbildner arbeitet zunächst eng mit dem Regisseur zusammen. Dieser hat in Abstimmung mit der Theaterleitung ein Stück ausgewählt, das er dann mit dem Bühnenbildner, dem Kostümbildner und dem Dramaturgen inhaltlich bearbeitet. Außerdem sind für die Besetzung der Rollen geeignete Darsteller bestimmt worden.
Nach Textanalyse und Recherchen und meist in Reaktion auf den Bühnenbildentwurf erstellen Kostümbildner ihre Entwürfe, zu denen im Theater auch die Maske gehört. In weiterer Zusammenarbeit mit Regisseur, Bühnenbildner und Dramaturg wächst ein visuelles Konzept heran, das die beabsichtigte Wirkung der Inszenierung hervorbringt. Diese Phase der Vorbereitung kann zuweilen länger als ein Jahr vor der Premiere beginnen.
In Skizzen, Fotos, Collagen und Materialsammlungen versucht der Kostümbildner gemeinsam mit seinem Assistenten die Figuren zu finden. Dabei ist es sehr wichtig, die Darsteller zu kennen, ihre körperliche Wirkung, ihre Ausstrahlung und ihre Wandlungsfähigkeit. Oft werden deshalb die Kostüme erst während der Probenzeit festgelegt, verändert oder neu entworfen.

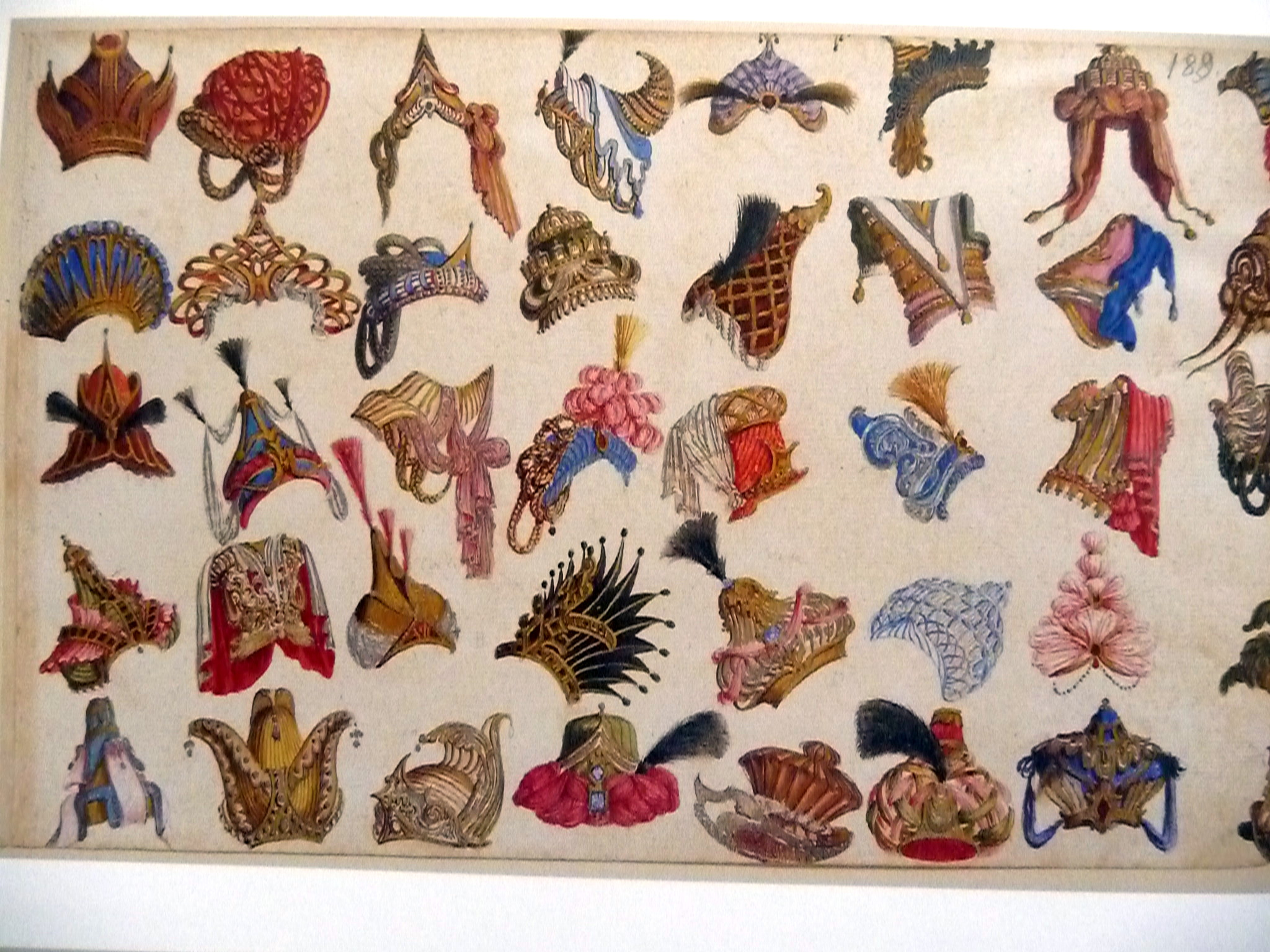
Lodovico Ottavio Burnacini, Entwürfe für Kopfbedeckungen aus der Serie der "Maschere", spätes 17. Jh. Wien, Theatermuseum.

### Umsetzung

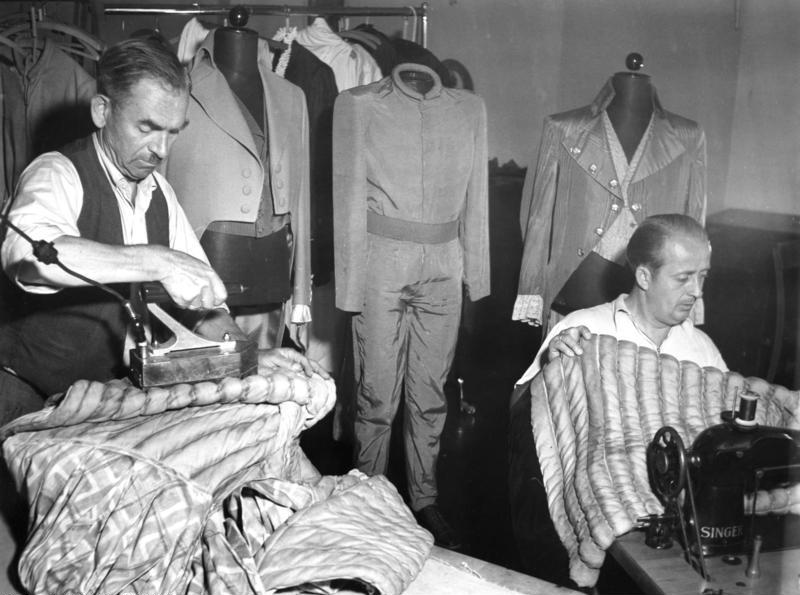
Kostümwerkstatt

Für die Umsetzung trifft sich der Kostümbildner mit der Kostümabteilung des Theaters und stellt seine Entwürfe und Materialmuster vor. Mit der Leitung der Abteilung, den Gewandmeistern, Schneidern, Assistenten und Ankleidern und der Maskenabteilung wird die technische, zeitliche und finanzielle Machbarkeit abgestimmt.
Die Gewandmeister werden dann Ideen zur Realisierung der Entwürfe entwickeln und mit dem Kostümbildner abstimmen. An Schneiderpuppen werden erste Proben mit gekauften oder angefertigten Kostümteilen gemacht, bevor es Anproben mit den Darstellern gibt. Hier wird der Sitz, aber auch die Wirkung des Kostüms und die Möglichkeiten und Einschränkungen für den Darsteller überprüft. Es ist wichtig, die Kostüme schon bei den szenischen Proben einzusetzen, weil sie das Spiel der Darsteller beeinflussen. Wo das zeitlich nicht möglich ist, werden ähnliche Probenkostüme bereitgestellt oder angefertigt. Der Kostümassistent überwacht die Herstellung der Kostüme, betreut die Proben und kommuniziert zwischen dem Regisseur, dem Kostümbildner, den Darstellern und den Abteilungen des Theaters.
Spätestens bei der Ausstattungsprobe (in der Oper Klavierhauptprobe genannt) sind alle fertigen Kostüme und Masken auf der Bühne zu sehen. Jetzt bleibt noch wenige Tage Zeit für Änderungen bis zur Premiere. Zur Hilfestellung mit den Kostümen stehen den Bühnenkünstlern (oft weibliche) Ankleiderinnen zur Verfügung. Für seine Produktionen kann zum Beispiel das Opernhauses Zürich auf solches Hilfspersonal im Umfang von etwa 20 Personen zurückgreifen. Für die wenige Minuten dauernde Eröffnungs-Szene des James-Bond-Films Spectre wurden individuelle Kostüme für 1.500 Darsteller hergestellt und diese für die Dreharbeiten binnen 75 Minuten kostümiert.

## Kostümbildner bei Film und Fernsehen

### Voraussetzungen für den Beruf
- gute Allgemeinbildung, umfassendes Wissen auf dem Gebiet der Kunst- und Kulturgeschichte, der Kostüm-, Stil- und Milieukunde
- handwerkliche Fachkenntnisse, Kenntnisse in Textil- und Materialkunde und schnitttechnischem Zeichnen
- Kenntnisse in den verschiedenen audio-visuellen Techniken
- Leidenschaft zu Mode und Farben
- Menschenkenntnis, psychologisches Einfühlungsvermögen, Diplomatie und Motivationsfähigkeit
- organisatorisches Talent, kaufmännische Fähigkeiten, Improvisationsvermögen, Flexibilität
- schöpferische Phantasie, dramaturgisches Denken, malerisches und zeichnerisches Talent, Farben- und Formensinn

### Arbeitsabläufe
1. Produktionsphase – Vorbereitung und Entwicklung
- Durcharbeiten des Drehbuchs, Anfertigen von Auszügen, erste Ideen, Brainstorming
- erste Gespräche mit Regie, Szenenbildner, Kamera, Schauspielern, Maske über dramaturgische, stilistische und farbliche Konzeptionen, Funktion der Kostüme, Besetzung der Rollen
- erste Gespräche mit der Produktion über Budget und Disposition. Recherche: Bildmaterial, Milieustudien, historische und sachliche Infos aus Bibliotheken, Archiven, Museen, Büchern und Zeitschriften und dem Internet zusammentragen, im Kostümfundus stöbern
- Kostenvoranschläge einholen, Kalkulation erstellen, Kostümetat festlegen
- Stoffe, andere Materialien, Farben und Schnitttechnik – wenn nötig durch Zeichnungen – bestimmen in Zusammenarbeit mit entsprechenden Werkstätten und Herstellern
- Schauspieler mit seinen/ihren Eigenheiten, Vorzügen, „Problemzonen“ und Maßen kennenlernen, analysieren und in die künstlerisch-dramaturgische Planung einbeziehen
- Organisationsplanung in Absprache mit der Produktion, Mitarbeiterteam in Umfang und Kompetenzen bestimmen (Assistenten, Garderobiers, Schneider, Aushilfen etc.) Werkstätten, Kostümdepot, Garderobenräume und Fahrzeuge für Kostümtransport organisieren
- Zeichnen und Malen von Figurinen

2. Produktionsphase – Realisation
- Anproben mit Schauspielern und Komparsen organisieren und überwachen
- dramaturgisch bedingte Kostümanschlüsse und Tageseinteilung festlegen – mit Regie bzw. Regie-Assistenz
- Einkaufen – mit und ohne Schauspieler
- Fertigung der Kostüme überwachen
- Kostümabnahmen mit Regie, Kamera und Schauspielern – wenn möglich, in der Dekoration
- Verhandlungen mit Lieferfirmen und Herstellern
- Verwirklichung und Umsetzung der Ideen und Entwürfe

3. Produktionsphase – Drehzeit
- Besuch von Mustervorführungen
- rechtzeitige Bereitstellung der laut Tagesdisposition notwendigen Kostüme
- spontane Bereitschaft zu situationsbedingten, künstlerischen oder modischen Änderungen
- ständige Kontrolle des Budgets
- Weiterführung der Vorbereitungsarbeiten parallel zur Tagesdisposition

4. Produktionsphase – Abwicklung
- Abrechnung des verwalteten Etats
- Administrative Abwicklung (= Kostüm-Kauflisten, Funduslisten, Abrechnungsnachweise, Rückkauflisten etc.)
- Mitarbeiterteam und Arbeitsräume in Absprache mit der Produktion auflösen
- Rücklieferung der Kostüme
- spontane Bereitschaft zu eventuell notwendigen Nachdrehs